# Aaron Peirsol
Aaron Wells Peirsol (Irvine, 23 luglio 1983) è un ex nuotatore statunitense.
Specializzato nel dorso, ha vinto nella sua carriera agonistica 5 ori e 2 argenti in tre Olimpiadi, 10 ori e 2 argenti mondiali ed è tutt'oggi uno dei nuotatori più medagliati della storia. Al suo palmarès ha aggiunto anche vari titoli ai Mondiali in vasca corta e ai Campionati panpacifici, oltre che un argento ai Giochi Panamericani, totalizzando ben 26 ori e 5 argenti in campo internazionale.
È l'attuale detentore del record mondiale dei 200 m dorso con 1'51"92, oltre che della staffetta 4x100 mista con 3'27"28, record battuto insieme ai compagni di squadra Eric Shanteau, Michael Phelps e David Walters.
In tutta la sua carriera ha battuto o eguagliato ben 23 record mondiali: 6 sui 100 m dorso, 10 sui 200 m dorso e 7 sulla staffetta 4x100 mista; il 21 agosto 2004, nel corso delle Olimpiadi di Atene, batté due record in una sola gara, nel corso della finale della staffetta mista percorse infatti la prima frazione a dorso in 53"45, battendo il precedente record di Lenny Krayzelburg di 53"60 risalente al 1999, per chiudere poi la gara in 3'30"68 e battere il record della staffetta.
Si è dedicato anche allo stile libero prendendo parte alla staffetta 4x200 m stile libero ai campionati mondiali di nuoto 2003.
Il suo ritiro è avvenuto nel 2011 prima dei campionati mondiali.

## Carriera

### Sydney 2000
Alle Olimpiadi di Sydney, appena diciassettenne, ottiene l'argento nei 200 m dorso: con il tempo di 1'57"35 viene preceduto solo dal connazionale Lenny Krayzelburg, primo in 1'56"76; è il suo primo successo in ambito internazionale. Solo un anno dopo vince l'oro mondiale a Fukuoka con 1'57"13. Andrà a migliorarsi ulteriormente nel 2002, a Minneapolis, dove stabilisce il suo primo record mondiale con 1'55"15, abbassando il precedente 1'55"87 di Krayzelburg.

### Atene 2004
Ad Atene ottiene la doppietta 100 m e 200 m dorso con i tempi 54"06 e 1'54"95 (record olimpico); nella staffetta mista batte per la prima volta il record dei 100 m dorso in 53"45 e in seguito anche quello della gara con 3'30"68.
Nel 2007 il connazionale Ryan Lochte gli sottrae il titolo mondiale dei 200 m dorso, oltre che il record, battendo il suo 1'54"44 di 12 centesimi; Aaron se ne riapproprierà nel 2008.

### Pechino 2008
Nelle Olimpiadi cinesi riconferma il titolo olimpico sui 100 m dorso, a cui aggiunge ancora il record di 52"54, sui 200 m invece viene sconfitto da Ryan Lochte, che batte nuovamente il record con 1'53"94, contro l'1'54"33 di Aaron. È oro anche nella staffetta mista, ancora a record con 3'29"34, la sua frazione è determinante per la squadra e contribuisce alla vittoria degli 8 ori di Michael Phelps.
Nel 2009 torna in possesso dei suoi primati: 51"94 (lo spagnolo Aschwin Wildeboer Faber aveva segnato 52"38 sette giorni prima a Pescara) e 1'53"08, che abbasserà ulteriormente in 1'51"92; nella staffetta, con Eric Shanteau, Michael Phelps e David Walters abbassa il precedente record di oltre 2 secondi. Questi tempi sono tutt'oggi imbattuti.
Il 4 febbraio 2011, a 27 anni di età, ha annunciato il ritiro dall'attività agonistica.

## Palmarès
- Olimpiadi

Sydney 2000: argento nei 200m dorso.
Atene 2004: oro nei 100m dorso, nei 200m dorso e nella 4x100m misti.
Pechino 2008: oro nei 100m dorso e nella 4x100m misti e argento nei 200m dorso.
- Mondiali

Fukuoka 2001: oro nei 200m dorso.
Barcellona 2003: oro nei 100m dorso, nei 200m dorso e nella 4x100m misti e argento nella 4x200m sl.
Montreal 2005: oro nei 100m dorso, nei 200m dorso e nella 4x100m misti.
Melbourne 2007: oro nei 100m dorso e argento nei 200m dorso.
Roma 2009: oro nei 200m dorso e nella 4x100m misti
- Mondiali in vasca corta

Mosca 2002: oro nei 200m dorso, nella 4x100m sl e nella 4x100m misti, argento nei 100m dorso e bronzo nella 4x200m sl.
Indianapolis 2004: oro nei 100m dorso, nei 200m dorso e nella 4x100m misti.
- Campionati panpacifici

Yokohama 2002: oro nei 100m dorso, nei 200m dorso e nella 4x100m misti.
Victoria 2006: oro nei 100m dorso, nei 200m dorso e nella 4x100m misti.
Irvine 2010: oro nei 100m dorso e nella 4x100m misti.
- Giochi panamericani

Winnipeg 1999: argento nei 200m dorso.

## Riconoscimenti
- American Swimmer of the Year: 2005